# Pithecia albicans
El sakí blanco (Pithecia albicans) es una especie de primate platirrino endémico de las selvas de Brasil.

## Descripción
Su cola no es prensil, tiene fuertes incisivos y caninos que usa para rompre la cáscara de algunos frutos de los que se alimenta.
Los machos se diferencian de las hembras por el color del pelo de la cara.

## Biología
Ocupa los pisos intermedios y altos del bosque, sin bajar nunca al suelo
Es principalmente frugívoro aunque come también muchas semillas, hojas e insectos (hormigas principalmente).
Vive en grupos de varios machos y hembras.